# Xã Morristown, Quận Rice, Minnesota
Xã Morristown (tiếng Anh: Morristown Township) là một xã thuộc quận Rice, tiểu bang Minnesota, Hoa Kỳ. Năm 2010, dân số của xã này là 697 người.